# 참파와트 호랑이

참파와트 호랑이(영어: Champawat Tiger)는 네팔 및 인도를 중심으로 활동하던 암컷 호랑이로, 19세기 동안 430명 이상의 사람을 잡아먹은 식인 호랑이이다. 이 호랑이는 사람을 가장 많이 죽인 호랑이로 기네스북에 등재되어 있으며, 1907년 짐 코르벳에 의해 사살되었다.

## 역사
이 호랑이는 19세기 말 네팔의 히말라야산맥 부근에서 식인을 시작하였던 것으로 알려져 있다. 수많은 사람들을 정글 속에 숨어있다 덮치는 방법으로 사냥하였으며, 이 호랑이를 잡기 위해 사냥꾼들이 동원되었으나 사냥에 실패하자, 네팔 정부에서는 네팔군을 동원하여 호랑이를 추적하였다. 그러나 이 호랑이는 추적을 피해 인도의 쿠마온으로 넘어가 식인을 계속하였다. 호랑이의 지속된 공격으로 인해 수많은 희생자가 발생하자 이 지역은 사람들이 기피하는 지역이 되었으며, 일대의 경제가 마비될 정도였다.
1907년, 짐 코르벳이 이 호랑이를 추적하기 시작하였고, 이 호랑이가 참파와트 마을에 거주하던 16세의 소녀를 살해한 후, 그 피로 인해 생긴 흔적을 추적한 끝에 다음 날 호랑이를 사살할 수 있었다. 사살한 호랑이를 검사한 결과 오른쪽 위 아래 송곳니가 부러져 있었는데, 짐 코르벳은 이것이 이 호랑이가 야생동물을 잡는 대신 인간을 사냥하게 된 원인이었을 것이라고 추측했다. 그는 이후에 이 호랑이에 대한 쿠마온의 식인동물라는 책을 저술하였다.

## 같이 보기
- 파월가의 독신자 (Bachelor of Powalgarh)